# Chambord (Loir-et-Cher)
Chambord è un comune francese di 149 abitanti situato nel dipartimento del Loir-et-Cher nella regione del Centro-Valle della Loira.

## Monumenti
- Castello di Chambord. Capolavoro dell'Architettura rinascimentale secondo lo stile francese. È uno dei più belli e conosciuti castelli d'Europa. Eretto, forse, su disegno dal celebre Leonardo da Vinci.

## Società

### Evoluzione demografica
Abitanti censiti